# كامران علييف (محامي)
كامران بيرام أوغلو علييف (بالأذرية: Kamran Əliyev )، (مواليد 8 فبراير 1965 في مقاطعة بالاكن)، وهو محامي، ونائب المدعي العام السابق، ورئيس الإدارة الرئيسية لمكافحة الفساد التابعة للنائب العام لجمهورية أذربيجان، والنائب العام لأذربيجان.

## حياته ونشاته
ولد كامران علييف في 18 نوفمبر عام 1965 في مدينة بالاكان. بعد التخرج بمرتبة الشرف في كلية الحقوق من جامعة إيركوتسك الحكومية في روسيا في 1987، عمل في مكتب المدعي العام.
تلقى كامران علييف شهادة دراسات عليا في معهد البحث العلمي التابع لمكتب المدعي العام لاتحاد الجمهوريات الاشتراكية السوفياتية السابق بين عامي 1990-1993 وبالتوازي مع ذلك، عمل مساعد باحث في نفس المؤسسة. دافع عن أطروحته في نفس المعهد وحصل على شهادة دكتوراه في علوم القانون في عام 1993.
عين في منصب نائب المدعي العام لجمهورية أذربيجان بموجب مرسوم من رئيس جمهورية أذربيجان ورئيس المديرية العامة لمكافحة الفساد التابعة للمدعي العام لجمهورية أذربيجان بموجب مرسوم من رئيس جمهورية أذربيجان بتاريخ 5 أغسطس 2014.
كامران علييف هو رئيس مجلس إدارة مكتب المدعي العام لجمهورية أذربيجان، ويحمل شهادة دكتوراه في الفلسفة في العلوم القانونية. وكما هو نائب رئيس الرابطة الدولية لأعضاء النيابة العامة.

## الجوائز
- وسام «علم أذربيجان» - 27 سبتمبر 2008
- طلب «لخدمات الوطن» من الدرجة الثانية 28 سبتمبر 2018
- رتبة خاصة أعلى لمستشار الدولة للعدل من الدرجة الأولى